# رسلان عميروف
رسلان عميروف هو مدرب كرة قدم ولاعب كرة قدم قيرغيزستاني في مركز حراسة المرمى، ولد في 14 أكتوبر 1990 في قيرغيزستان. شارك مع منتخب قيرغيزستان لكرة القدم. أما مع النوادي، فقد لعب مع نادي جيفست ونادي لاشين.

## وصلات خارجية
- رسلان عميروف على موقع قاعدة بيانات كرة القدم.إي يو (الإنجليزية)
- رسلان عميروف على موقع ناشيونال فوتبول تيمز (الإنجليزية)
- رسلان عميروف على موقع Soccerway.com (الإنجليزية)